# Леськово

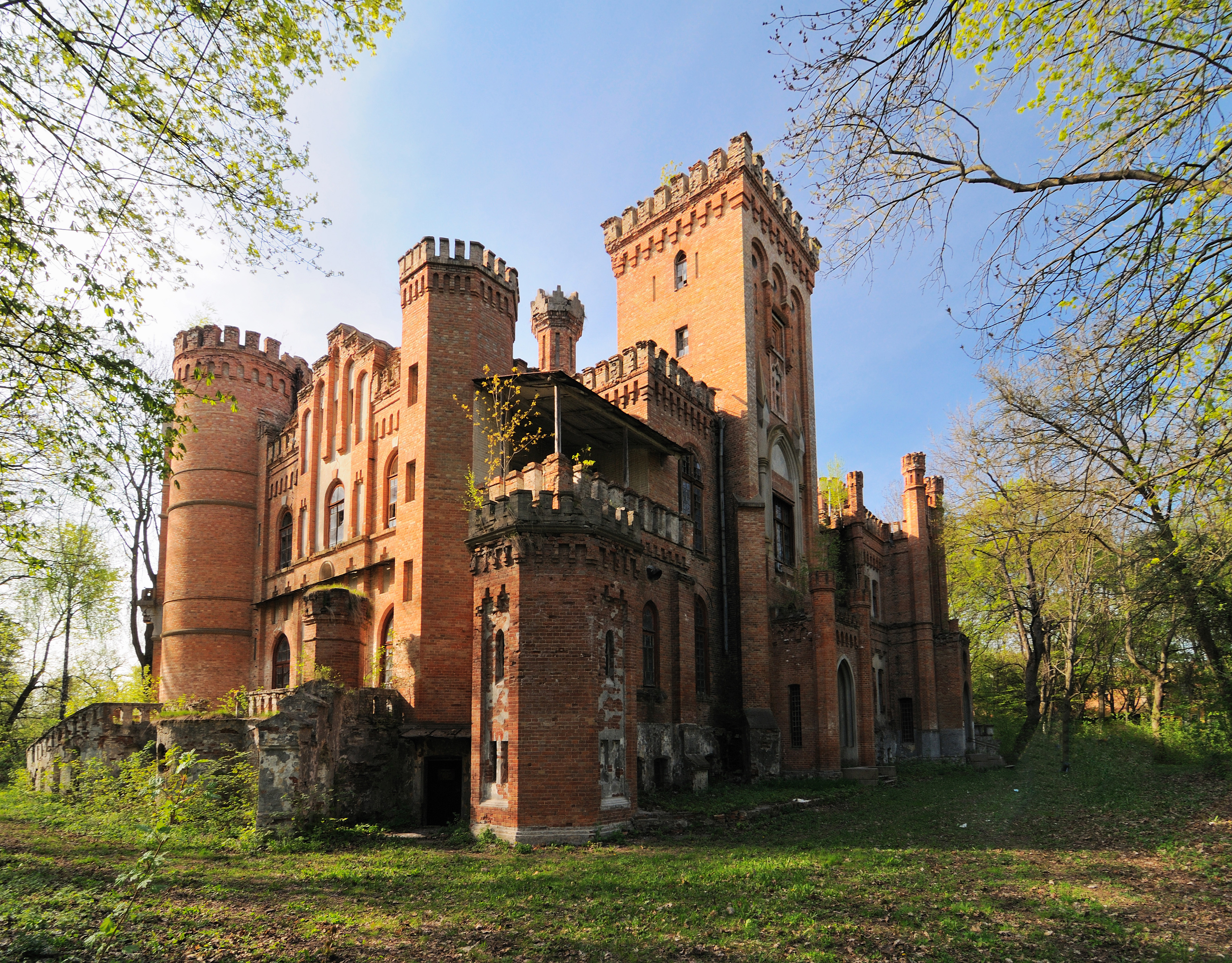
Усадьба Даховских

Ле́ськово (укр. Леськове) — село в Уманском районе Черкасской области Украины.
Население по переписи 2001 года составляло 779 человек. Почтовый индекс — 19142. Телефонный код — 4746.

## Местный совет
19142, Черкасская обл., Уманский р-н, с. Леськово, ул. Ленина, 14

## Достопримечательности
В селе находится усадьба Даховских.